# Haryana
Haryana phát âmⓘ (Hindī: हरियाणा, Punjabī: ਹਰਿਆਣਾ, /hərɪjaːɳaː/) là một bang ở phía bắc Ấn Độ. Bang này đã được tách ra khỏi bang Punjab vào năm 1966. Bang Haryana giáp các bang Punjab và bang Himachal Pradesh về phía bắc, Rajasthan về phía tây và Nam. Biên giới phía đông với các bang Uttarakhand và Uttar Pradesh được xác định bởi con sông Yamuna. Haryana cũng bao quanh Delhi về 3 phía, tạo thành biên giới phía bắc, Tây và Nam của Delhi. Do đó, một khu vực lớn của Haryana được đưa vào Vùng thủ đô quốc gia. Thủ phủ của bang Haryana là Chandigarh, thành phố thuộc quản lý như một lãnh thổ liên hiệp và cũng là thủ phủ của Punjab. Thành phố Gurgaon đang nổi lên thành một trung tâm lớn của ngành công nghệ thông tin. Bang này là một trung tâm chế tạo hàng đầu vì nó là nơi đóng trụ sở của Maruti Udyog Limited, công ty chế tạo ô tô lớn nhất Ấn Độ. Đây cũng là nơi có Hero Honda Limited, nhà chế tạo xe hai bánh lớn nhất thế giới. Panipat, Panchkula và Faridabad cũng là các trung tâm công nghiệp. Ngành thép và dệt cũng đang thiết lập ở bang Hayana.

## Chi tiết và từ nguyên
Tên gọi Haryana có nghĩa "Nơi ở của Thần" lấy từ Hari (vị thần Hindu Vishnu [Visnu]) và từ ayana (nhà ở). Bang này nổi tiếng về lúa mỳ và sản xuất sữa. Ngoài sông Yamuna và Ghaggar, các con sông chảy theo mùa như Markanda, và Tangri cũng chảy qua bang này. Một số con kênh thủy lợi chảy qua bang này, mang nước từ các con sông chảy quanh năm từ dãy Himalayas. Địa hình bang này nhìn chung bằng phẳng có nhiều đất mùn bao phủ và rất thích hợp cho ngành nông nghiệp. Khu vực tây nam thì khô hơn và nhiều cát hơn. Có một vài khu vực đồi tạo thành một phần của Đồi Siwalik ở đông bắc và Dãy Aravalli ở phía nam. Bang này có lục địa, với nhiệt độ cực nóng vào mùa Hè. Gió mùa mang mưa đến vào thời gian giữa tháng 7 và 9.
Haryana có 4 trường đại học và hai trường cao đẳng y khoa. Ngôn ngữ chính thức là tiếng Hindi và Punjab là ngôn ngữ chính thức thứ 2. Một số lượng dân, đặc biệt là ở nông thôn, nói tiếng Haryanvi, một phương ngữ của tiếng nổi tiếng do sự thô mộc của nó. Đa số dân theo Hindu giáo, tiếp theo là các tôn giáo khác Sikh giáo, Hồi giáo, Jainism và Thiên Chúa giáo. Haryana đã là một phần của cả nền Văn minh Thung lũng Indus và nền văn minh trước đó là nền văn minh Vedic. Mahabharat đã đề cập nhiều nơi mà ngày nay nằm trong bang Haryana như Kurukshetra và Gurgaon.
Ngày nay người ta cho rằng Ghagghar là sông Saraswati ban đầu trong thời kỳ Vedic.

## Lịch sử
Dù Haryana không còn là một phần của bang Punjab nữa, nhưng trong một thời gian dài nó đã là một phần của tỉnh Punjab của Ấn Độ thuộc Anh và đã đóng một vai trò quan trọng trong lịch sử của vùng Punjab.

## Văn hóa
Là nơi giao thoa giữa văn hóa miền Bắc và văn hóa Bắc Trung bộ Ấn Độ.